# 嵐の予言者

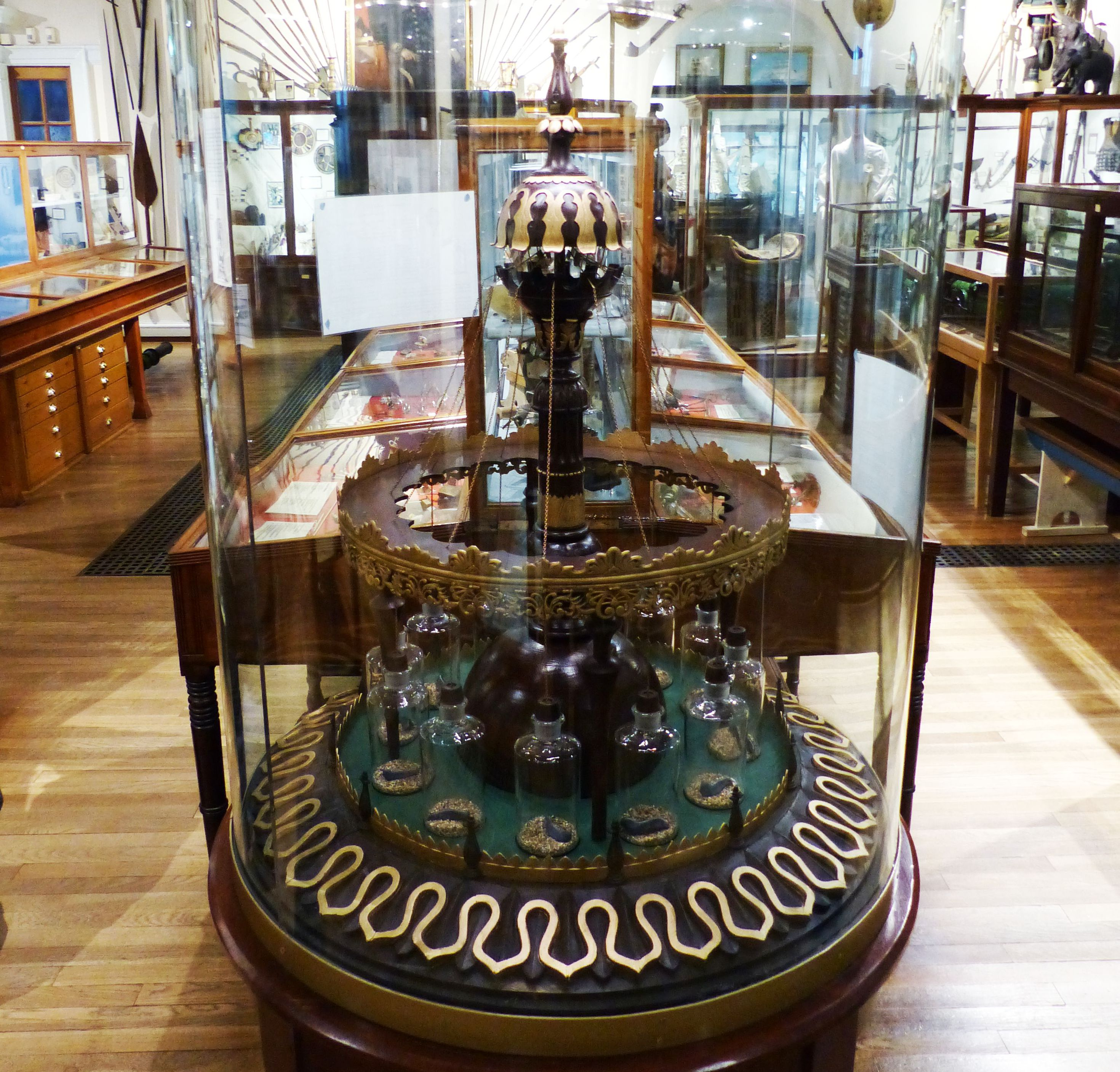
嵐の予言者

嵐の予言者（あらしのよげんしゃ、Tempest Prognosticator）あるいはヒルの晴雨計（ヒルのせいうけい、leech barometer）とは19世紀にジョージ・メリーウェザーが発明した、ヒルを用いた晴雨計のことである。ヒルを中にいれた12個の瓶と鐘からなる。嵐の接近に興奮したヒルが瓶から抜け出そうとすると、小さなハンマーの引き金がひかれて鐘が鳴った。嵐が迫っているかどうかは、この鐘が鳴る数によって示されるのである。

## 発明
ウィットビー文学哲学協会博物館の名誉館長であったメリーウェザー博士は、大気中の電気条件に医療用のヒルがみせる感度について詳細に記録している。メリーウェザーはエドワード・ジェンナーの詩「雨の兆し」の一節からインスピレーションを得ていたのである。いわく「心かき乱されたるヒルは再びのぼりつめた／その牢獄のまさに頂きまで」。彼は1850年の大半を自分のアイデアを形にするために費やし、自ら「動物的本能による大気電磁気通信機」と称した装置に6種類の意匠を考え出した。メリーウェザーの「通信機」には、政府や海運業界で使われるであろうと彼が考えた安価なデザインから、より高級なものまでバリエーションがあった。高級なモデルはインドの寺院建築から着想を得たデザインで、地元の職人たちの手を借りて製作され、1851年にロンドンの水晶宮つまり万国博覧会で展示された。
1851年2月27日、メリーウェザーは哲学協会のメンバーに向けて3時間近い講演を行った。その題も「万国の産業界の成果を展覧したる建物における嵐の予言者の解説的小論」であった。

## 仕組み
嵐の予言者は大きな鐘の下に12本の小瓶を輪の形でならべた装置である。ガラス瓶の口に小さな金属管がついており、なかにはいっている鯨のヒゲと鐘を鳴らすための小さなハンマーが針金でつながっている。エッセイのなかでメリーウェザーはこの装置の仕組みについてこう述べている。
| 「                                | このねずみ取り装置を組み立てたら、それぞれの瓶に1インチと半分の高さまで雨水を注ぎ入れます。そして将来の住人となるヒルを瓶にいれるのです。ヒルは大気中の電気条件に影響を受けると管のなかへ昇っていきます。すると鯨のヒゲが押しのけられて鐘が鳴るというわけです。 | 」 |
| —ジョージ・メリーウェザー（より） | |    |

ヒルが金属管へ入っていくのは容易なことではないだろうが、天気が荒れ模様となることでうまく動機付けされればそうするだろう。それで鐘が鳴れば、ヒルは嵐の接近を示す指標となる。メリーウェザーはヒルについて「〔我が〕哲学評議会の陪審員」と呼び、ヒルたちが鐘を鳴らすほど、嵐になる可能性が高いのだと語った。
エッセイのなかでメリーウェザーはこの装置のデザインには他の特徴もあると述べている。例えばヒルをいれたガラス瓶が円形に並べられていることで「独居房生活の苦痛」も和らげられるのだ、と。

## 評価
1850年のメリーウェザーは一年中この装置の実験に明け暮れ、さらには哲学協会とウィットビー大学のトップであったヘンリー・ベルチャーに近い将来の嵐を警告する手紙を送っている.。こうした都合28回の予言の結果はウィットビー博物館の資料室に保管されている.。そしてエッセイによれば、彼はこの装置により大いなる成功を得た。
メリーウェザーはイギリス政府に沿岸地域で自分の装置を使わせるように働きかけたが、代わりに選ばれたのはロバート・フィッツロイのストームグラスだった。

## レプリカ
オリジナルの「嵐の予言者」は失われてしまったが、少なくとも3台のレプリカがつくられている。1951年の英国博覧会のためにつくられたレプリカは、発明から100周年を迎えた年にこの装置に再びスポットライトを当てることになった。このレプリカはメリーウェザーの原稿の複写およびオリジナルを模写した銅版画をもとにつくられたものである。この装置は「発見のドーム」で展示され、博覧会の終了後にはウィットビー哲学協会に寄贈された。その後このときの図面と写真をもとに実際に作動するレプリカがつくられた。1台はオークハンプトン近郊の「バロメーター・ワールド」、もう1台がサンフランシスコの「グレート・ディケンズ・クリスマス・フェア」にある。